# Pascal Pratz
Pascal Pratz est un écrivain français né en 1952. Depuis novembre 2008, Pascal Pratz est également responsable d'une maison d'édition associative : Asphodèle-éditions

## Œuvres
- Le Géant heureux et autres fables et nouvelles, Sol'air, 1995 ; éditions du Petit Pavé, 2002
- Petite histoire subjective et romancée de la pêche à la truite en France, éditions du Petit Pavé, 2003
- La Pente raide d'un été (suivi de) Les Cendres brûlantes, éditions du Petit Pavé, 2006
- Quelques jours en Palestine, éditions du Petit Pavé, 2008
- Le Temps d'une cerise, d'une saison de mimosa, éditions du Petit Pavé, 2008
- Quatre contes traditionnels de Palestine, éditions du Petit Pavé, 2009
- Je, tu, Iles. NOUs, Vous, ELLES, éditions du Petit Pavé, 2009
- Ce que je ne verrai pas, Editions Durand-Peyroles, 2011
- Promenade en luttes, version intime, avec classes, Editions du Petit Pavé, 2012